# کوچنان

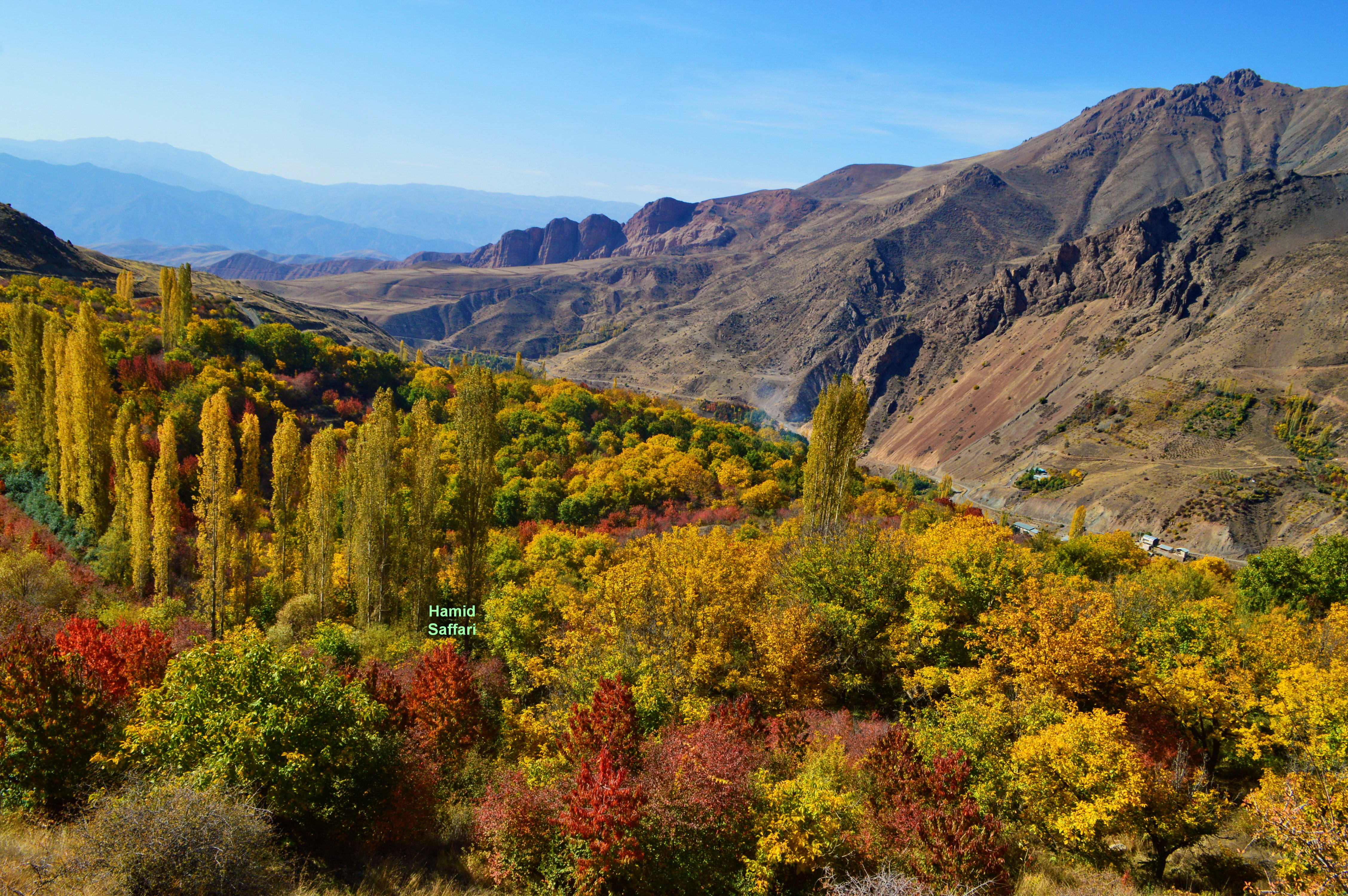
کوچنان

روستای کوچنان واقع در بخش الموت استان قزوین در ۱۰ کیلومتری شهر معلم کلایه مرکز بخش الموت قرار گرفته است. کوچنان دارای آب و هوای کوهستانی می‌باشد. جمعیت این روستا طبق آخرین سرشماری سال ۱۳۹۵ برابر با ۴۴۵ نفر می‌باشد. اهالی روستا احتمال می‌دهند، واژه کوچنان شاید از ترکیب «کوه آنچنانی» به معنی «کوه بسیار بزرگ» ساخته شده باشد.

## پیشینه تاریخی روستا
در کوچنان و حوالی این روستا، آثاری مربوط به هزاره دوم پیش از میلاد کشف شده است. این اکتشاف‌ها، از وجود انسان در این ناحیه مرتفع در هزاره‌های کهن حکایت می‌کند.
به گزارش روزنامه همشهری(۱۰ آبان ۱۳۸۵)، آنگونه که «آتوسا مومنی» مسئول کاوش‌های دره اندج، به خبرگزاری “ایلناً گفته است: «از ابتدای مهرماه سال ۱۳۸۵ بررسی‌هایی در این منطقه تاریخی در محدوده‌ای به وسعت ۱۵ کیلومتر صورت گرفته است. در این بررسی‌ها که هیاتی ۱۲ نفره از کارشناسان مرمت و استخوان‌شناسی و عکاسان شرکت داشته‌اند، مناطق کوهستانی کوچنان، دک، اندج، کندان سر و ملا کلایه را مورد مطالعه قرار داده‌اند.»
در کوچنان گورهایی متعلق به هزاره‌های اول و دوم پیش از میلاد نیز یافت شد. این گورها به طرز بسیار زیبایی ساخته شده و جای بسی تعجب است که چنین سنگ‌های عظیمی با چه وسایلی در آن زمان در این گورها جای گرفته‌اند. این گورها به گونه ای طراحی شده که آب در آن نمی‌ماند و آب جمع شده به داخل آنها از طریق لوله‌های سفالی به قسمت بیرون از گور سرریز می‌شود تا باعث فساد جسد و اشیای داخل آن نشود. سفال‌های کشف شده در این گورها، بسیار حرفه‌ای و ظریف ساخته شده‌اند. این سفال‌ها با نمونه‌های کشف شده در سیلک کاشان شبیه هستند و این موضوع قابل تأمل است. 
طبق اسناد و کتاب‌های تاریخی این منطقه از مناطق مهم حکومتی، نظامی، تسلیحاتی در زمان اسماعیلیان الموت بوده و به علت نزدیکی به قلعه الموت و قلعه شمس کلایه و صعب العبور بودن آن مانند دژی نظامی تلقی می‌شده است.

## اقلیم و زیست‌بوم
این روستا دارای کوه‌های بلند با شیب نسبتاً تندی است که از سه طرف روستا را احاطه کرده است؛ شمال، شرق و غرب. با وجود کوه‌های بلند روستا در انتهای دره دارای شیب بسیار تندی است و کوچنان فقط از سمت جنوب به روستاهای دیگر، معلم کلایه و قزوین راه دارد. بعد از پشت سر قرار دادن کوه‌های شمالی کوچنان می‌توان به جنگل‌های دوهزار و سه هزار تنکابن (مازندران) رسید.
وجود این کوه‌های ستبر منظره بسیار زیبا و جالبی را برای روستا ایجاد کرده است طبیعتی وحشی و دست نخورده و منحصر بفرد آن چشمان هر بیننده ای را نوازش می‌دهد این کوه‌های برای اهالی آن بسیار ارزشمند و قابل احترام بوده و هر کدام نام مخصوص به خود را دارند مانندخرم بَر، گاسار، دل دل، لانه سر، کوه خاس و بزُکش از آن جمله اند.
از این کوه‌ها چشمه‌های فراوانی به طرف روستا سرازیر می‌شود که آبی بسیار سرد و گوارا دارند چشمه‌های زیبای کوچنان، آب مورد نیاز روستاهای اطراف و معلم کلایه را نیز تأمین می‌کند.
چشمه‌های این ناحیه، دارای خواص معدنی فوق‌العاده ای هستند ومزه ای بی نظیر دارند. از مهم‌ترین این چشمه‌ها می‌توان به چشمه وُقل، چشمه گُنگ، هفت چشمه، چشمه گَرسرِک، چشمه‌های گِری چال پایین و بالا، چشمه دیو خانی، چشمه دل دل و چشمه دوبرادر، چشمه کنگرین …را نام برد و از شاخص‌ترین رودخانه‌ها می‌توان کوچنان رود، الموت رود، طالقان رود و شاهرود را نام برد که با آب این چشمه‌ها خروشان‌تر می‌شوند.
همچنین وجود چندین آبشار با نام‌های آبشار لِویشکادَر، چُری سَر و سه آبشار زیبای عُثکمان لات را نام برد که زیبایی کم‌نظیری را به این منطق داده‌اند.
پوشش گیاهی اطراف روستا زیبای خاصی به آن بخشیده است. در حاشیه کوه‌ها درختان کاج، سوزنی برگ، ون، گون، زرشک، زیره و … جلوه‌گری می‌کند و در اطراف آن حیوانات وحشی زندگی آرامی دارند. به دلیل آنکه بعد از روستای کوچنان روستای دیگری قرار ندارد وجود و تنوع حیوانات وحشی آن مانند: بزکوهی، پلنگ، عقاب، خرس، کبک، روباه، خرگوش کوهی … بسیار زیاد است.
همچنین این روستا دارای مکانهای گردشی و تفریحی بسیار زیبا از جمله منطقه تارولات و باغستان بزرگ پرندج و قسمت معروفی از آن به نام گُنگ است.
رودخانه زیبای کوچنان رود محل پرورش ماهی قزل آلای معروف الموت می‌باشد. 

## مطالعات قوم شناختی
اهالی این روستا از چند طایفه به نام‌های یوسفی، کوچنانی، دائمی، علیخانی، مؤمنی، زارعی، جعفری، داودی، روزبه، معصومی، شمسی و محمدی تشکیل شده‌اند. مردم کوچنان خونگرم، مهمان نواز و سخت کوش هستند.
مردم این روستا دارای فرهنگ غنی ایرانی هستند با جشن‌ها و سنت‌های مخصوص به خود همچون جشن فندق، جشن چیدن گیلاس و گردو، شب چله وغیره.
زبان مردم تاتی است و در این گویش با اهالی طالقان، حصارخروان، خیارج و تاکستان شریک هستند. گفته میشود که اهالی کوچنان به علی امام اول شیعیان و خانواده پیامبر اسلام معروف به اهل بیت علاقمند هستند و مانند تمام منطق الموت از قدیمیترین شیعیان تاریخ ایران (اثنی عشری، اسماعیلیه) به‌شمار میایند.
دسته‌های عزاداری در در ماه محرم، به روستاهای همجوار یعنی اندج و دِک هم می‌روند و متقابلاً از سوگواران روستاهای اطراف استقبال می‌کنند. در روز عاشورا، مراسم با آتش زدن خیمه‌های نمادین مراسم را بجا می آورند و در غروب عاشورا مراسم شام غریبان برگزار می‌کنند.
کوچنان به چهار بخش تقسیم شده که به گویش محلی «بالامحله، وسط محله، پایین محله و کش محله» خوانده می‌شود. به دلیل قرار گرفتن قسمتی از روستا در شیب دامنه کوه آن را کَش محله می‌خوانند. 
این روستا دارای سه امامزاده است:
1. امامزاده اسماعیل
2. امامزاده علی‌اکبر
3. امامزاده عقیل